# 피람세스

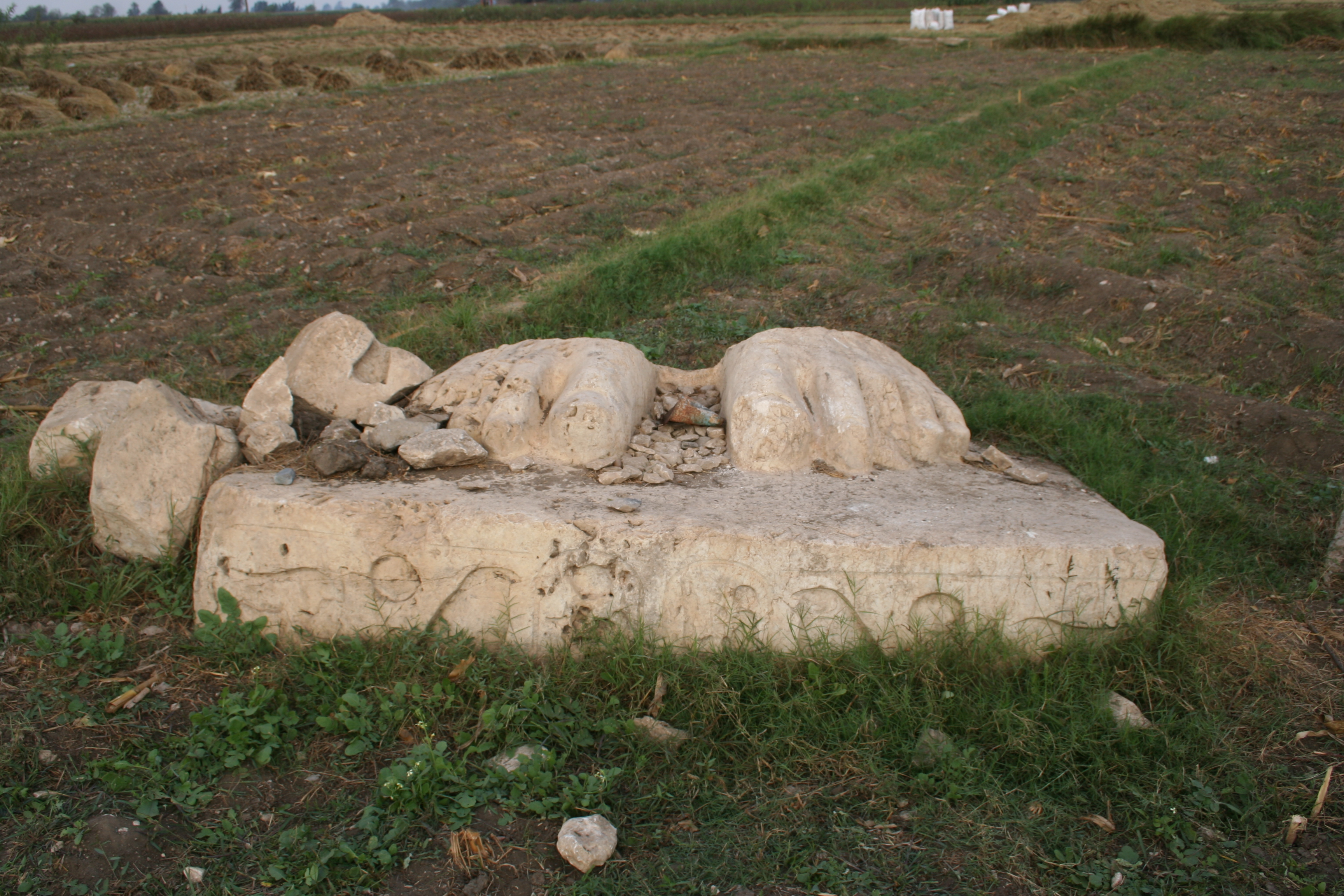
피람세스에 위치한 람세스 2세의 발(feet) 상

피람세스(Pi-Ramesses, /pərɑːmɛs/; 고대 이집트어: pr-rꜥ-ms-sw, "람세스의 집"을 의미)는 제19왕조 파라오 람세스 2세(기원전 1279~1213년)가 옛 아바리스 지역 근처의 콴티르에 건설한 새로운 수도였다. 이 도시는 세티 1세(기원전 1290~1279년경) 치하에서 여름 궁전으로 사용되었으며, 호렘헤브 치하에서 복무하던 람세스 1세(기원전 1292~1290년)가 세웠을 수도 있다.